# FK Mačva 1929 Bogatić
Fudbalski Klub Mačva 1929 Bogatić (serb.: Фудбалски Клуб Мачва 1929 Богатић) – serbski klub piłkarski z siedzibą w Bogaticiu (w okręgu maczwańskim). Został utworzony w 1929 roku. Obecnie występuje w Srpskiej lidze (3. poziom serbskich rozgrywek piłkarskich), w grupie Zapad. Od 2019 roku klub występuje w rozgrywkach jako FK Mačva 1929. 
W czasach Federalnej Republiki Jugosławii najwyższym poziomem rozgrywek piłkarskich w których "FK Mačva Bogatić" występował to rozgrywki Drugiej ligi SR Јugoslavije, gdzie klub występował 2 sezony: 1996/97 i 1997/98.

## Stadion
Klub rozgrywa swoje mecze domowe na stadionie Stadion FK Mačva w Bogaticiu, który może pomieścić 1.000 widzów.

## Sezony
| Sezon   | Liga                                    | Poziom | Miejsce |
| Serbia  |                                         |        |         |
| 2010/11 | Mačvanska okružna liga                  | V      | 5       |
| 2011/12 | Mačvanska okružna liga                  | V      | 11      |
| 2012/13 | Mačvanska okružna liga                  | V      | 3       |
| 2013/14 | Mačvanska okružna liga                  | V      | 4       |
| 2014/15 | Mačvanska okružna liga                  | V      | 2       |
| 2015/16 | Mačvanska okružna liga                  | V      | 3       |
| 2016/17 | Mačvanska okružna liga                  | V      | 7       |
| 2017/18 | Mačvanska okružna liga                  | V      | 1       |
| 2018/19 | Zonska liga (Zona Kolubarsko-mačvanska) | IV     | 1       |
| 2019/20 | Srpska liga (Grupa Zapad)               | III    | 15 *    |
| 2020/21 | Srpska liga (Grupa Zapad)               | III    | ?       |

 * Z powodu sytuacji epidemicznej związanej z koronawirusem COVID-19 rozgrywki sezonu 2019/2020 zostały zakończone po rozegraniu 19 kolejek.

## Sukcesy
- 13. miejsce Drugiej ligi SR Јugoslavije – Grupa Zapad (2x): 1997 i 1998.
- 1996 - awans do Drugiej ligi SR Јugoslavije.
- mistrzostwo Zonskiej ligi – Grupa Kolubarsko-mačvanska (IV liga) (1x): 2019 (awans do Srpskiej ligi).
- mistrzostwo Okružnej ligi – Grupa Mačvanska (V liga) (1x): 2018 (awans do Zonskiej ligi).
- wicemistrzostwo Okružnej ligi – Grupa Mačvanska (V liga) (1x): 2015.